# Vändteg

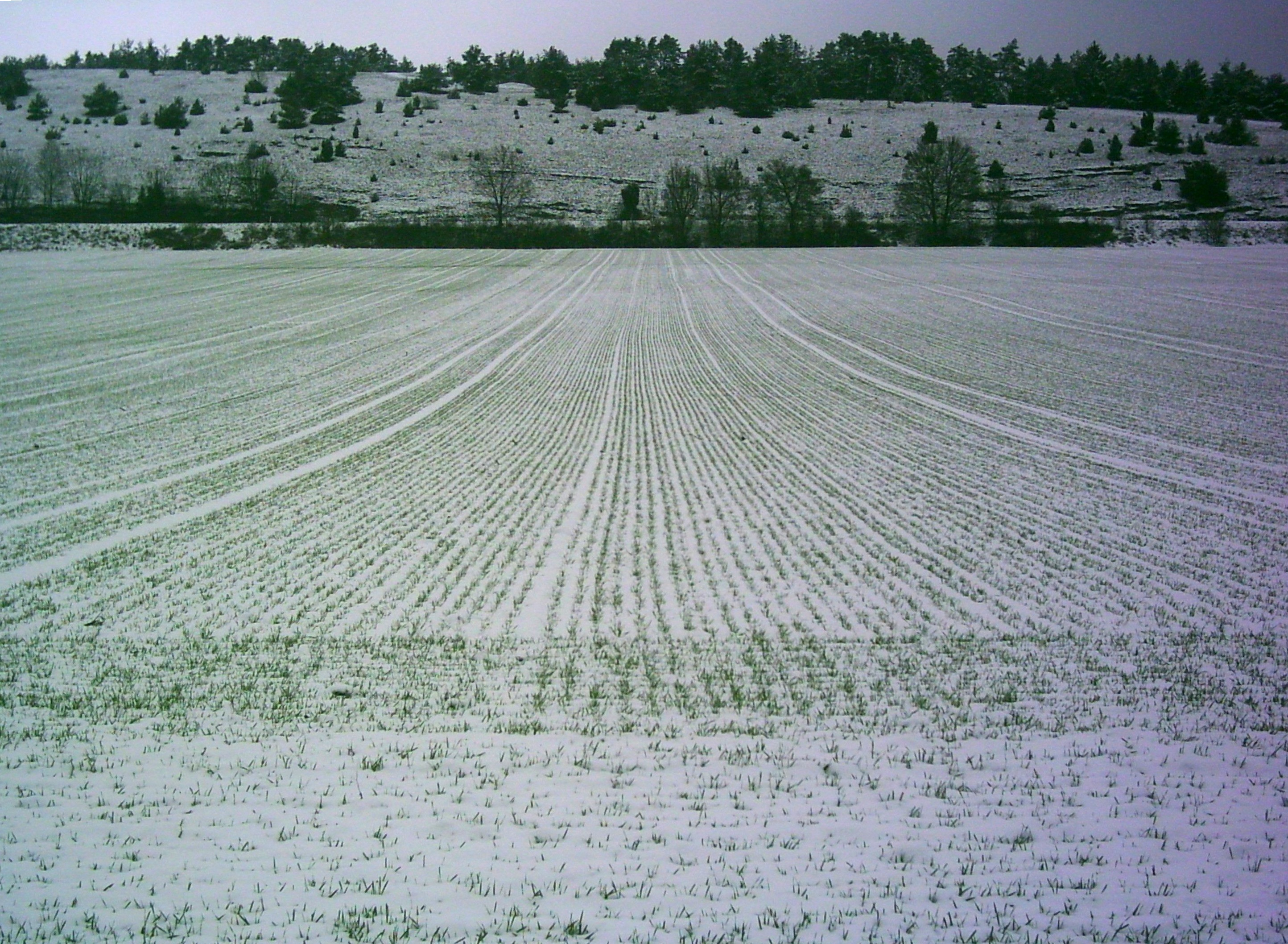
Åkermark under vintern. I förgrunden vändtegen

Vändteg betecknar änden på en åker, det område där ett ekipage vänder, till exempel vid plöjning. Bredden på vändtegen är samma som bredden på åkern och längden beror på ekipagets längd. Markpackningen blir alltid störst på vändtegen.